# Seznam slovaških jezikoslovcev
Seznam slovaških jezikoslovcev.

## B
- Matej Bel
- Anton Bernolák

## G
- Želmira Gašparik

## H
- Martin Hattala
- Michal Miloslav Hodža
- Mark Hučko

## I
- Aleksander Isačenko

## L
- Jana Levická

## M
- František Miko
- Jozef Mistrík

## P
- Jozef Pallay

## Š
- Pavol Jozef Šafárik/Josef Pavol Šafárik (češ. Pavel Josef Šafařik)
- Pavol Štekauer
- Ľudovít Štúr

## V
- Ján Valašťan Dolinský